# Episodi di Shameless (serie televisiva 2004) (undicesima stagione)
L'undicesima e ultima stagione della serie televisiva Shameless, composta da 14 episodi, è stata trasmessa in prima visione assoluta nel Regno Unito da Channel 4 dal 25 febbraio al 28 maggio 2013.
| nº | Titolo originale        | Titolo italiano | Prima TV UK      | Prima TV Italia |
| -- | ----------------------- | --------------- | ---------------- | --------------- |
| 1  | The Golden Empire       |                 | 26 febbraio 2013 |                 |
| 2  | An Inspector Calls      |                 | 5 marzo 2013     |                 |
| 3  | Money in Mind           |                 | 12 marzo 2013    |                 |
| 4  | No-One's Perfect        |                 | 19 marzo 2013    |                 |
| 5  | Risky Business          |                 | 26 marzo 2013    |                 |
| 6  | Death and Erasures      |                 | 2 aprile 2013    |                 |
| 7  | Crime and Punishment    |                 | 9 aprile 2013    |                 |
| 8  | Grandaddy Gallagher     |                 | 16 aprile 2013   |                 |
| 9  | Domesticated Specialist |                 | 23 aprile 2013   |                 |
| 10 | Crossing the Line       |                 | 30 aprile 2013   |                 |
| 11 | The P Factor            |                 | 7 maggio 2013    |                 |
| 12 | Early Retirement        |                 | 14 maggio 2013   |                 |
| 13 | Kiss, Kiss, Bang, Bang  |                 | 21 maggio 2013   |                 |
| 14 | End of the Line         |                 | 28 maggio 2013   |                 |